# Copa Constitució 2012
La Copa Constitució 2012 fue la 20ª edición de la Copa Constitució. El torneo comenzó el 15 de enero de 2012 y finalizó el 27 de mayo de 2012. FC Santa Coloma conquistó su 9.º título en la competición

## Partidos

### Ronda preliminar
Los partidos de la ronda preliminar se jugaron el 15 de enero de 2012.
| Equipo 1      | Resultado | Equipo 2                  |
| ------------- | --------- | ------------------------- |
| FS La Massana | 3–1       | Atlètic Club d'Escaldes   |
| Principat B   | 4–2       | Penya Encarnada d'Andorra |

### Primera ronda
Los partidos de primera ronda se jugaron el 22 de enero de 2012.
| Equipo 1          | Resultado | Equipo 2                  |
| ----------------- | --------- | ------------------------- |
| FS La Massana     | 1–3       | UE Santa Coloma B         |
| Principat B       | 6–4       | FC Encamp                 |
| FC Santa Coloma B | 3–1       | Casa Estrella del Benfica |
| UE Extremenya     | 2–0       | FC Lusitanos B            |

### Segunda ronda
Los partidos de segunda ronda se jugaron el 29 de enero de 2012.
| Equipo 1          | Resultado | Equipo 2              |
| ----------------- | --------- | --------------------- |
| UE Santa Coloma B | 2–1       | UE Engordany          |
| Principat B       | 0–3       | Inter Club d'Escaldes |
| FC Santa Coloma B | 0–7       | CE Principat          |
| UE Extremenya     | 1–4       | FC Rànger's           |

### Tercera ronda
Los partidos de ida se jugaron el 5 y 12 de febrero de 2012, mientras que los partidos de vuelta se jugaron el 19 de febrero de 2012.
| Equipo 1              | Agr. | Equipo 2        | Ida | Vuelta |
| --------------------- | ---- | --------------- | --- | ------ |
| UE Santa Coloma B     | 2–12 | UE Santa Coloma | 2–6 | 0–6    |
| Inter Club d'Escaldes | 0–7  | FC Lusitanos    | 0–1 | 0–6    |
| CE Principat          | 1–9  | UE Sant Julià   | 0–3 | 1–6    |
| FC Rànger's           | 0–17 | FC Santa Coloma | 0–7 | 0–10   |

### Semifinales
Los partidos de ida se jugaron el 6 de mayo de 2012, mientras que los partidos de vuelta se jugaron el 13 de mayo de 2012.
| Equipo 1        | Agr.       | Equipo 2        | Ida | Vuelta |
| --------------- | ---------- | --------------- | --- | ------ |
| UE Santa Coloma | 2–3 (pró.) | FC Lusitanos    | 1–1 | 1–2    |
| UE Sant Julià   | 0–5        | FC Santa Coloma | 0–3 | 0–2    |

### Final
| 27 de mayo de 2012 | FC Lusitanos | 0:1 (0:1) | FC Santa Coloma        | Camp d'Esports d'Aixovall, Aixovall |                               |
| 17:00              |              |           | Luis Filipe 42' (a.g.) | Árbitro(s): Ignasi Villamayor       | Árbitro(s): Ignasi Villamayor |

| Campeón: FC Santa Coloma 9.º título |